# William Caslon

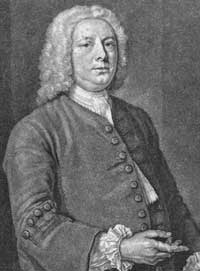
Portrait von William Caslon

William Caslon (* 1692 in Cradley in der Grafschaft Worcestershire; † 23. Januar 1766 in Bethnal Green, einem Stadtteil von London) war ein britischer Graveur und Schriftentwerfer, der die gleichnamige Schriftart Caslon entwickelte. Seine Arbeit beeinflusste stark John Baskerville. Er gründete die Schriftgießerei Caslon in London.
Im Jahre 1706 begann William Caslon eine Lehre als Graveur. 1716 eröffnete er in London eine Firma, die Waffen gravierte und für Buchbinder Werkzeuge schärfte. Dadurch kam er in Kontakt mit dem Druckgewerbe. 1721 erhielt er den Auftrag, für die Society for Promoting Christian Knowledge arabische Schriften anzufertigen. Nach Unterstützung und Ermutigung durch den Drucker William Bowyer (1699–1777) eröffnete er 1725 seine eigene Schriftgießerei. Bowyer war es auch, der als Erster die von William Caslon 1722 geschnittene Antiqua für die Herausgabe der Schriften des Juristen John Selden verwendete. 1734 brachte Caslon sein erstes Schriftprobenblatt mit insgesamt 47 von ihm hergestellten Schriftschnitten heraus. 

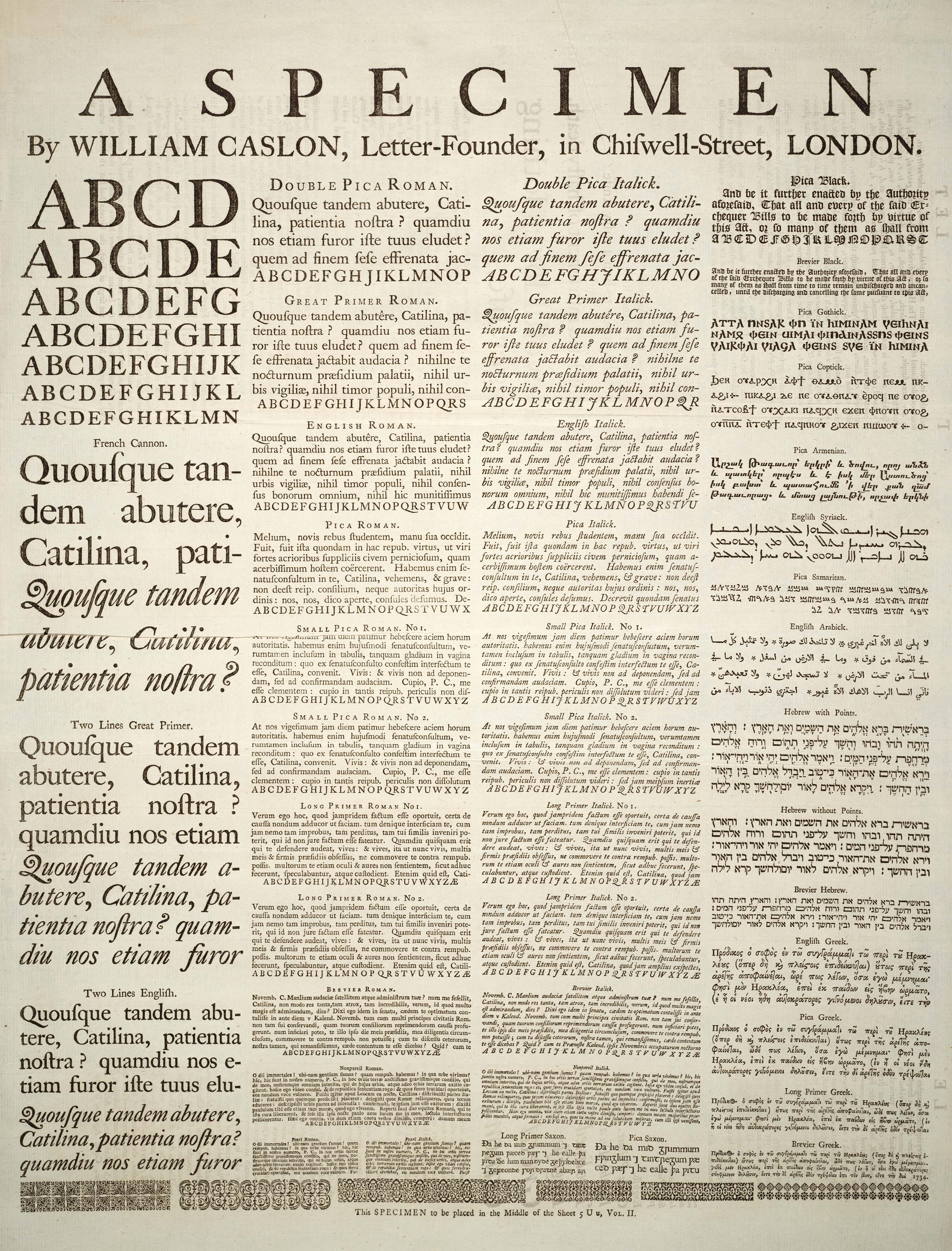
Schriftmusterblatt von William Caslon

Die Lesbarkeit und der besondere Ausdruck seiner Schriften führten dazu, dass die berühmtesten Drucker im damaligen England ihn und seine Arbeit besonders zu schätzen wussten. Außerdem schaffte es William Caslon durch die Qualität seiner Schriften die englischen Drucker von den Importen der holländischen Schriftengießer, die zu jener Zeit als führend galten, unabhängig zu machen. Die von ihm entwickelte Caslon wurde auch aus diesem Grund in England häufig benutzt. Sie fand allerdings auch in Amerika bald Anerkennung. 1776 wurde der Erstdruck der Unabhängigkeitserklärung der USA mit der Caslon ausgeführt. Ende des 18. Jahrhunderts ging das Interesse an den Schriften William Caslons zunächst zurück. In der Mitte des 19. Jahrhunderts wurden sie jedoch wiederentdeckt. So verlangte George Bernard Shaw 1940, dass alle seine Bücher in der Caslon gedruckt werden sollten.
Nach 1735 trat Caslons ältester Sohn William II (1720–88) in die Firma ein und um 1742 wurde er Geschäftspartner. Obwohl ihm die großen Fähigkeiten seines Vaters fehlten, hielt er den Ruf der Firma aufrecht und mit Hilfe seiner Ehefrau Elizabeth verhielt er sich dabei geschickt.
Mit dem Tod von William II 1788 wurde die Gießerei „Caslon & Son“ unter den Erben aufgeteilt.
Der Urenkel des Gründers, William Caslon IV., verkaufte die Gießerei 1819 an Blake, Garnett & Co. 1837 wurde die Gießerei, die immer noch unter dem Namen Caslon firmierte, Teil von Stephenson, Blake & Co. in Sheffield.
1916 verkaufte Frederic Goudy 8 neue Schriften an die Caslon Schriftgießerei in London.
Caslons Schriftgießerei hatte über 200 Jahre Bestand.